# Kraftwerk Tutuka
Das Kraftwerk Tutuka ist ein Kohlekraftwerk des staatlichen südafrikanischen Energieversorgers Eskom mit einer installierten Leistung von 3,652 GW in der Provinz Mpumalanga. Der erste Kraftwerksblock mit einer Leistung von 609 MW wurde 1985 in Betrieb genommen, der letzte der sechs Blöcke im Jahr 1990. Das Kraftwerk ist ein wesentlicher Knotenpunkt in dem mit 765 kV betriebenen Höchstspannungsnetz in Südafrika. Das Kraftwerk zählt mit knapp über 20 Milliarden Tonnen CO2 im Jahr 2009 zu den weltweit größten Kohlenstoffdioxidemittenten.